# Вангельс
Вангельс (нім. Wangels) — громада в Німеччині, розташована в землі Шлезвіг-Гольштейн. Входить до складу району Східний Гольштейн. Складова частина об'єднання громад Ольденбург-Ланд.
Площа — 67,12 км2. Населення становить 2176 ос. (станом на 31 грудня 2020).

## Галерея

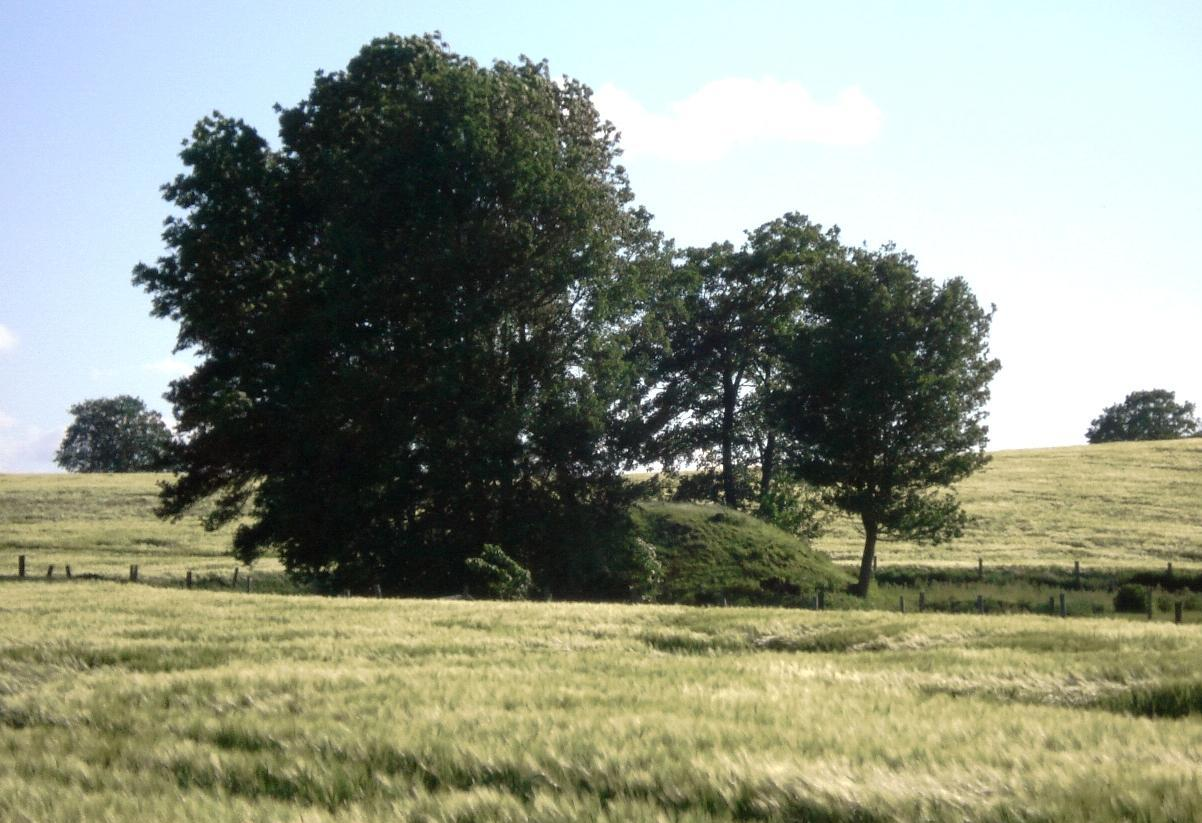
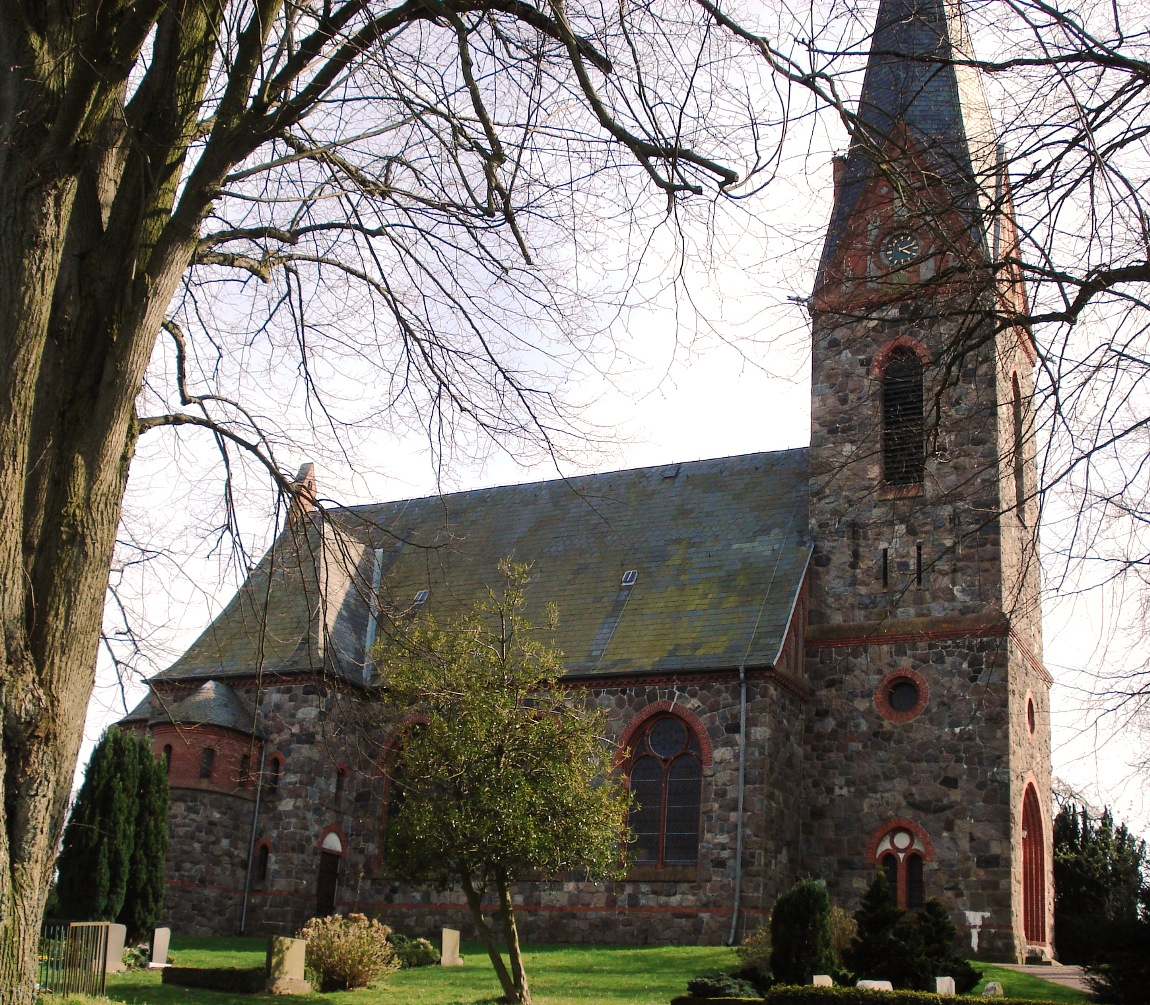
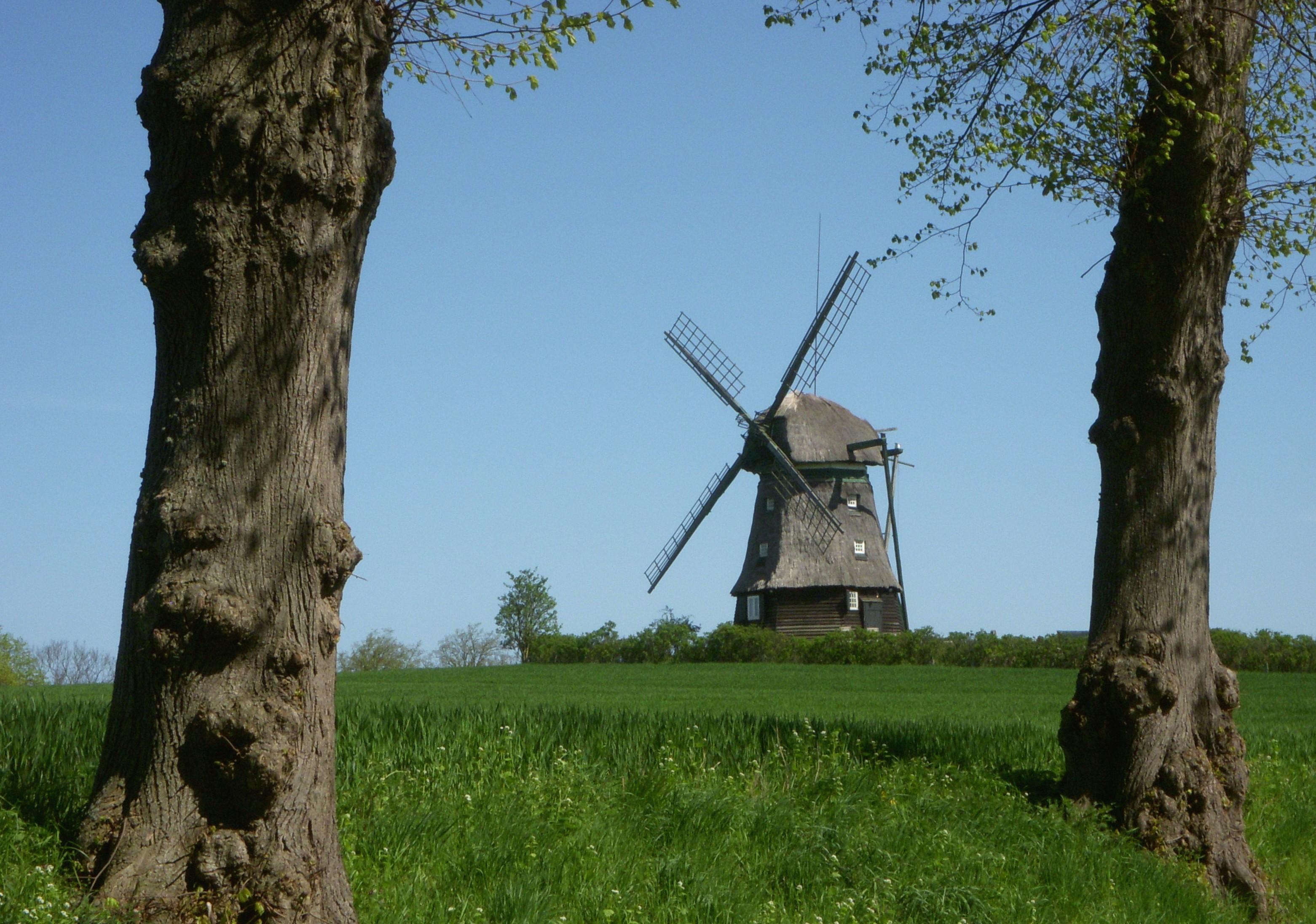